# Cuisine ghanéenne
La cuisine ghanéenne désigne les repas du peuple ghanéen. Les principaux plats du Ghana sont composés de féculents, accompagnés d'une sauce ou d'une soupe, ainsi que d'une source de protéines. Les principaux ingrédients de la grande majorité des soupes et des ragoûts sont les tomates, les piments et les oignons. Grâce à ces ingrédients, la plupart des riz jollof, soupes et ragoûts ghanéens sont rouges ou orange.
L'alimentation ghanéenne repose largement sur les cultures vivrières traditionnelles du pays, combinées à des cultures introduites par les cultures, les jardins et la cuisine coloniale et mondialisée.

## Principaux aliments de base
Dans la partie sud du Ghana, les aliments de base comprennent le manioc et la banane plantain. Dans la partie nord, les principaux aliments de base comprennent le millet et le sorgho. L'igname, le maïs et les haricots sont utilisées partout au Ghana ainsi que les patates douces et le taro. Avec la mondialisation, les cultures telles que le riz et le blé sont de plus en plus intégrés dans la cuisine ghanéenne[réf. nécessaire]. 
Le bœuf, le porc, la chèvre, l'agneau, le poulet, la dinde fumée, les tripes, les escargots séchés et le poisson frit sont des sources courantes de protéines dans les soupes et ragoûts ghanéens, mélangeant parfois différents types de viande et parfois de poisson. Les soupes sont servies en plat principal plutôt qu'en entrée. On trouve également couramment de la viande, du poisson et des fruits de mer fumés dans les soupes et ragoûts ghanéens, notamment du crabe, des crevettes, des bigorneaux, du poulpe, des escargots, des larves, du canard, des abats, des pieds de porc et des huîtres. 

La viande, les champignons et les fruits de mer peuvent être fumés, salés ou séchés pour rehausser leur saveur et les conserver. Le poisson salé est largement utilisé pour parfumer les ragoûts de poisson. Des épices comme le thym, l'ail, les oignons, le gingembre, les poivrons, le curry, le basilic, la muscade, le sumbala, le Tetrapleura tetraptera (prekese) et le laurier sont utilisées pour obtenir les saveurs exotiques et épicées qui caractérisent la cuisine ghanéenne.

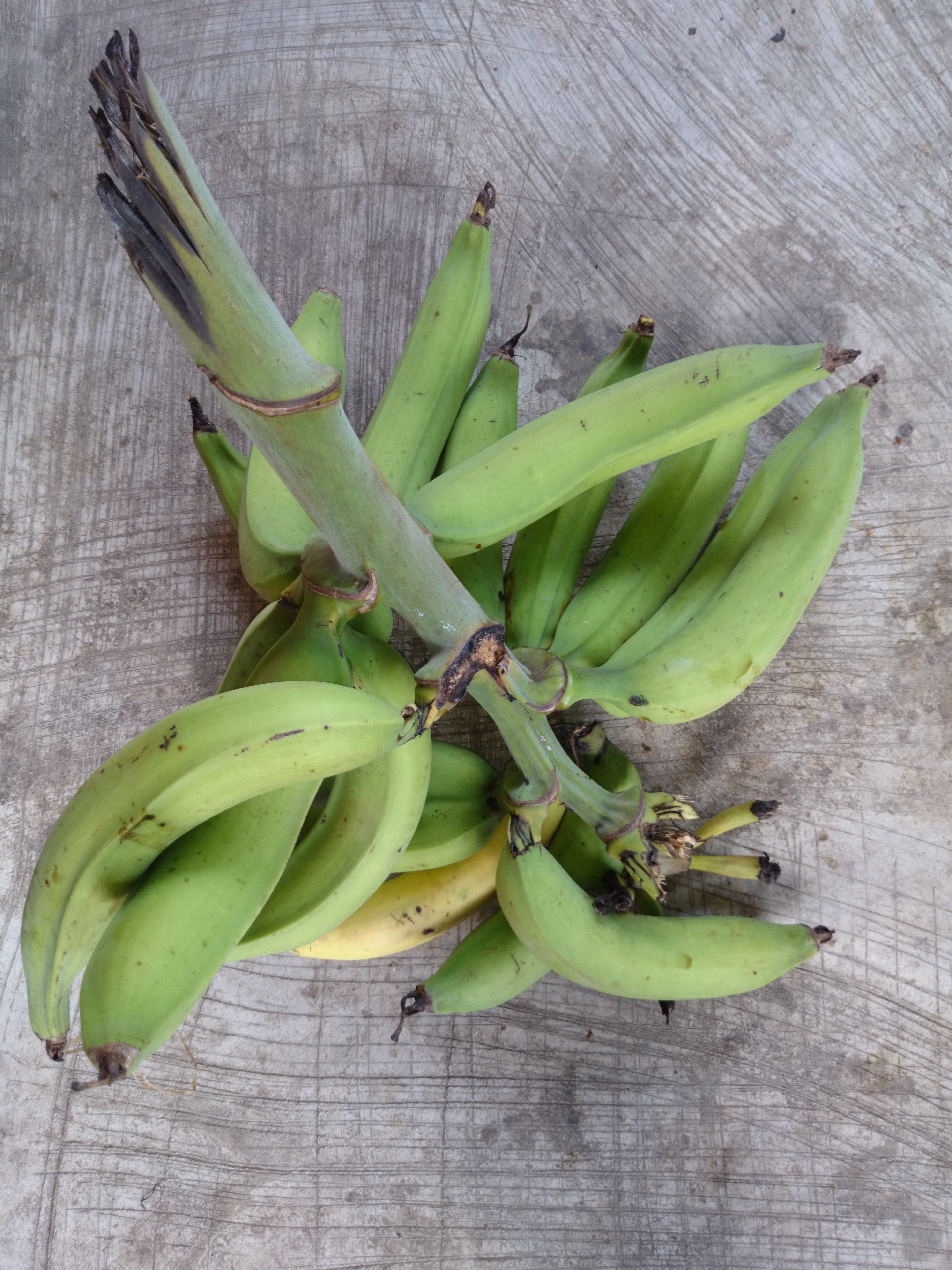
Plantains
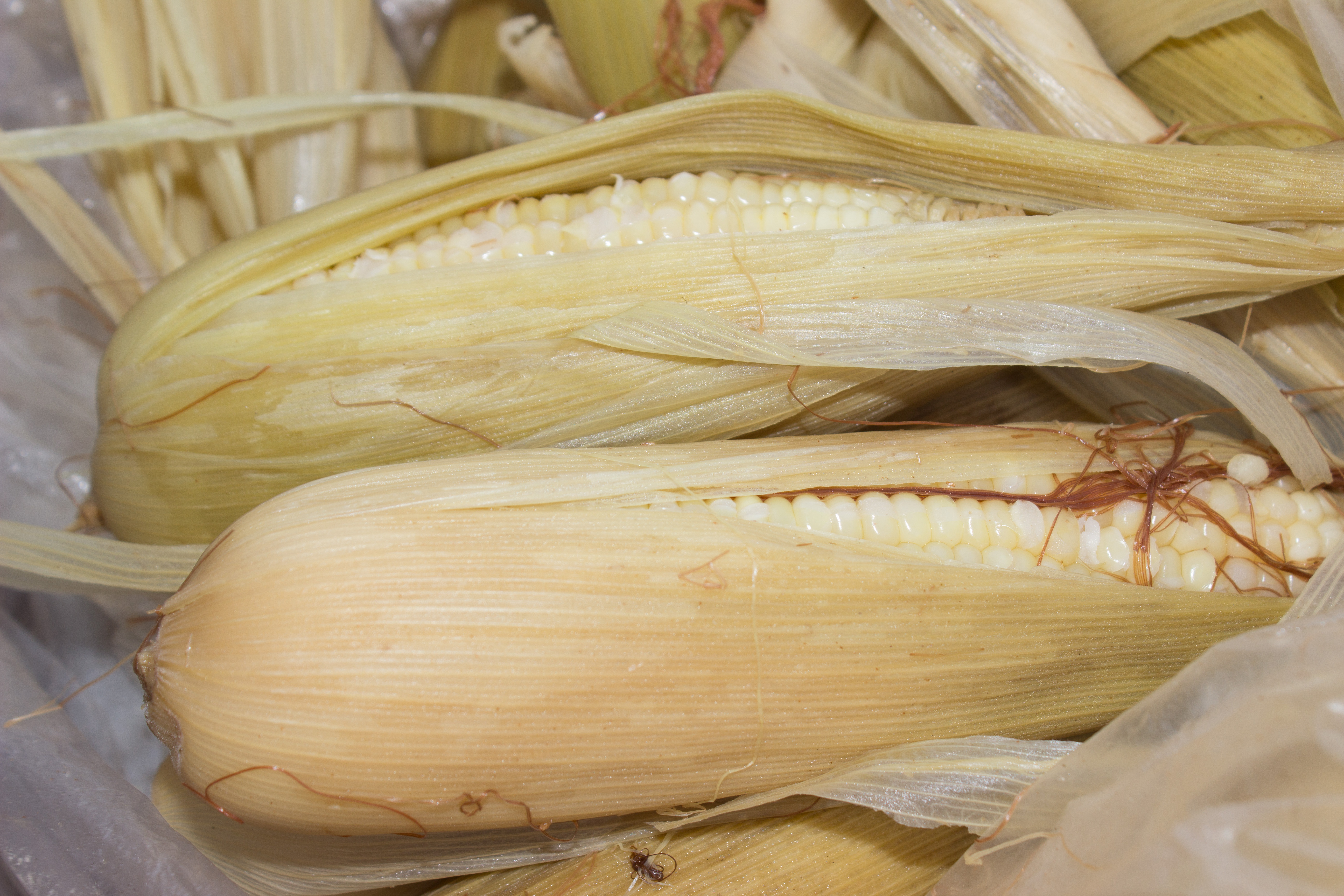
Maïs
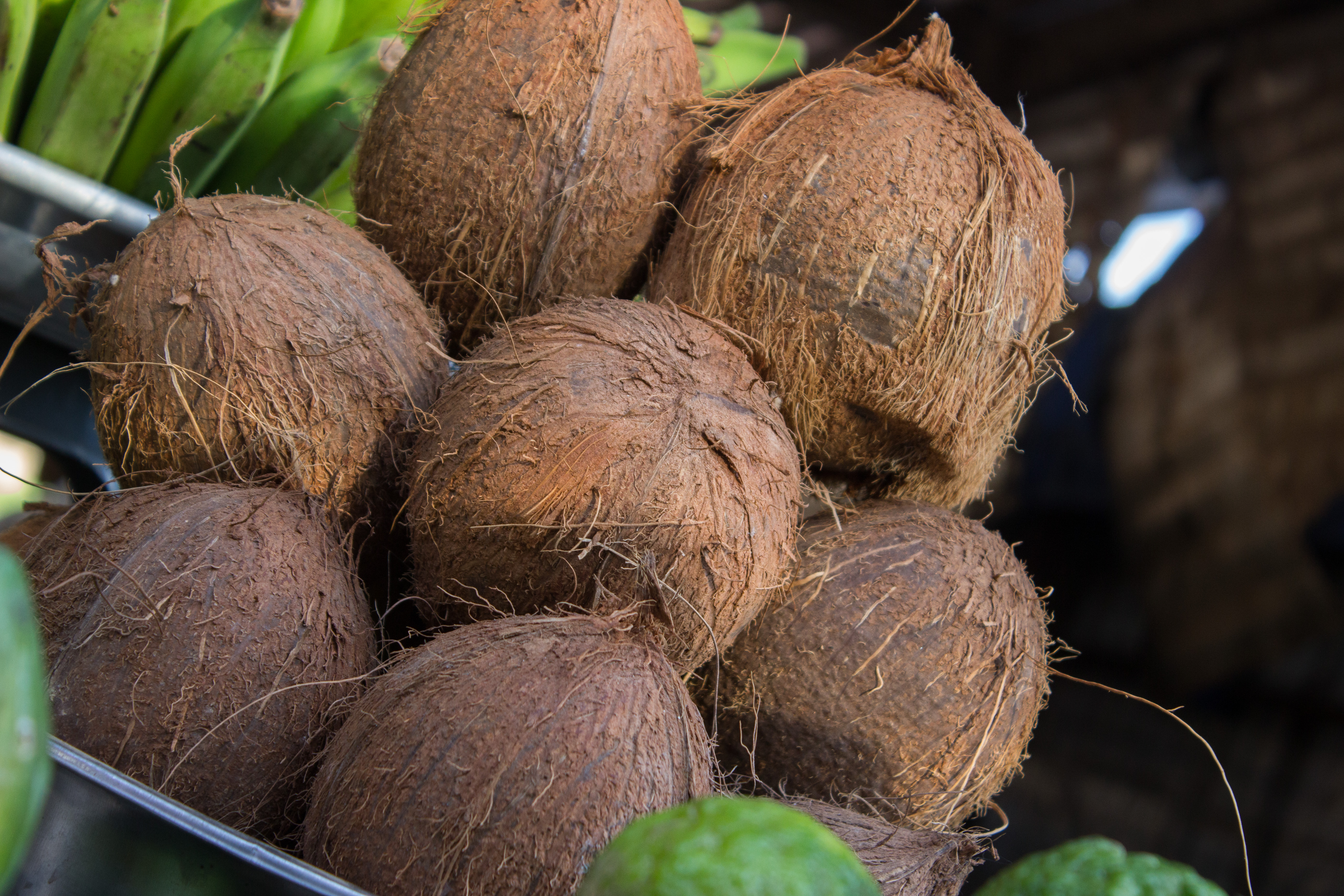
Noix de coco
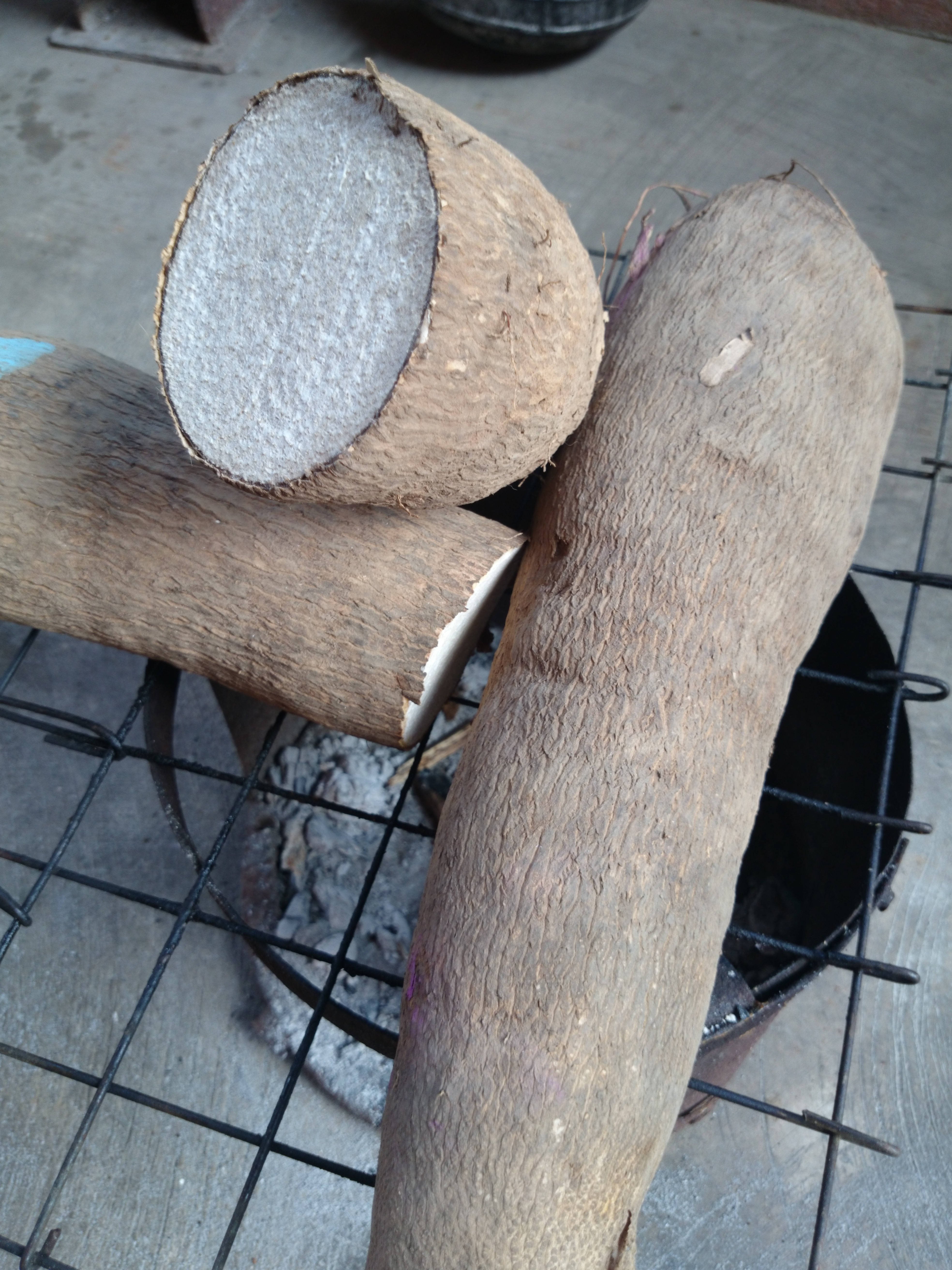
Ignames
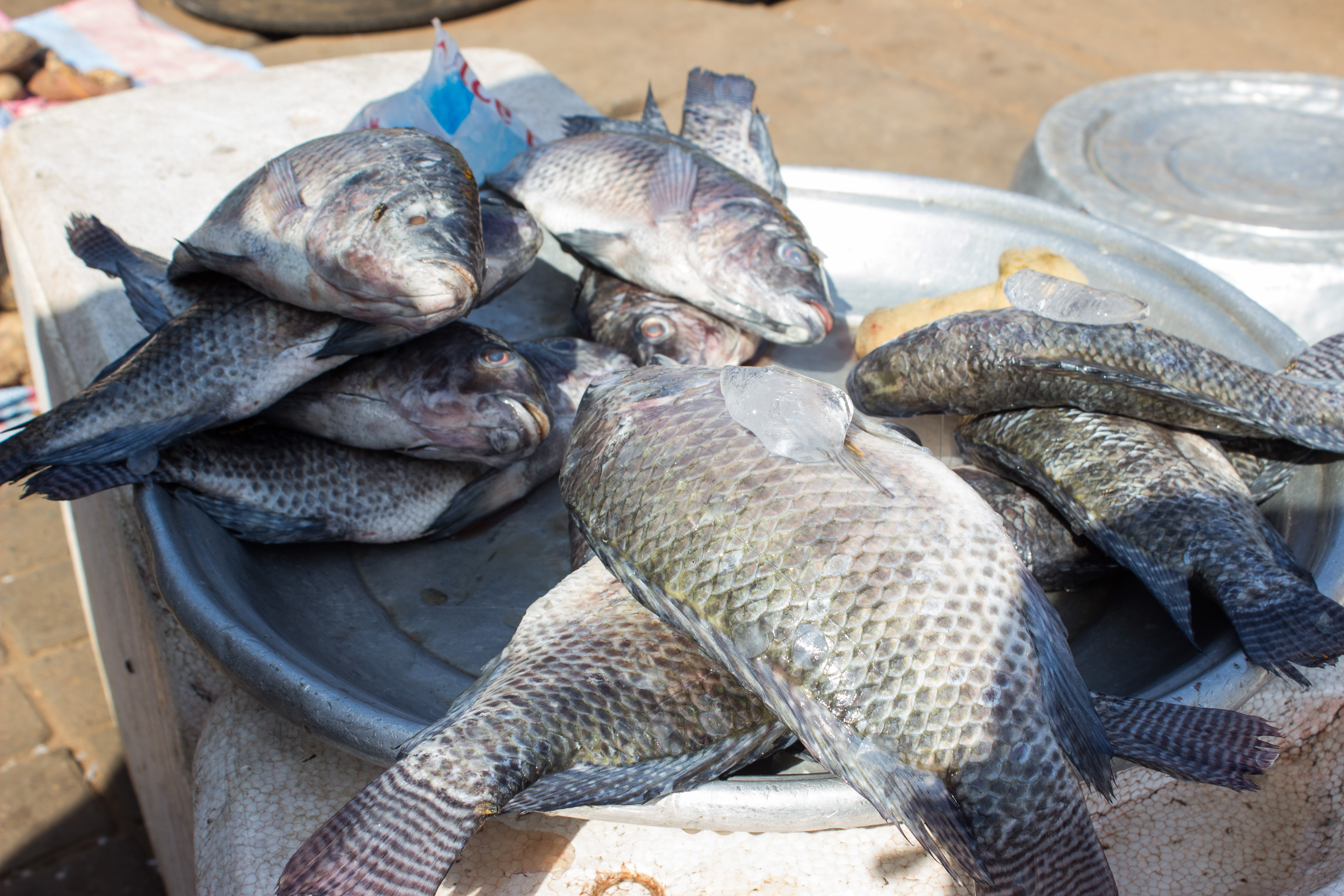
Tilapias
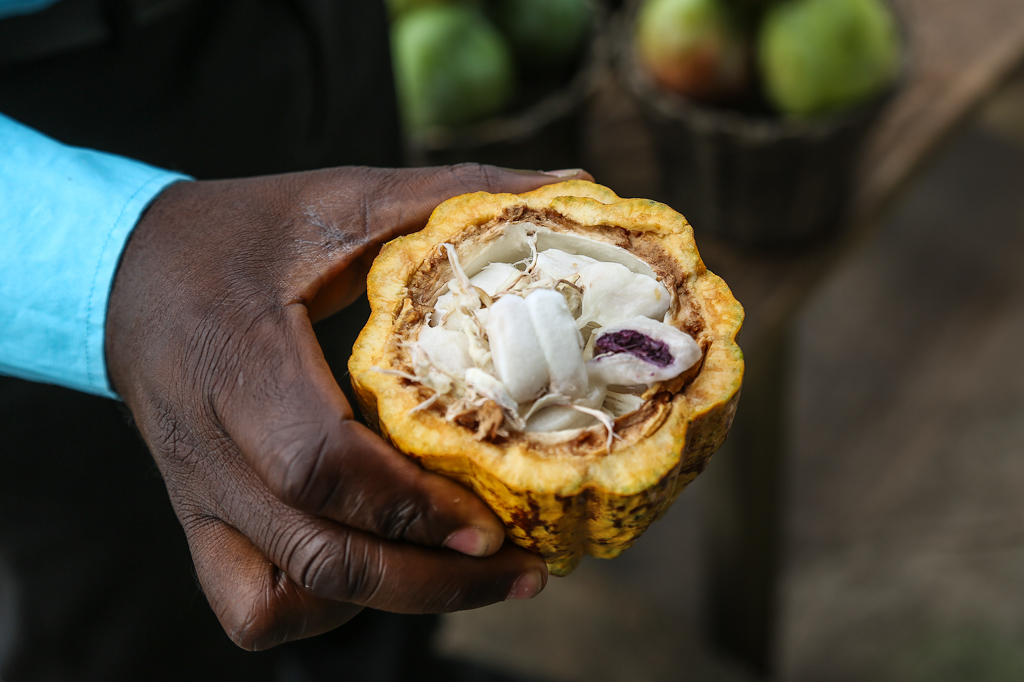
Cacao

## Sélection de plats
La plupart des accompagnements ghanéens sont servis avec un ragoût, une soupe ou du mako (un condiment épicé à base de piments rouges et verts crus, d'oignons et de tomates (sauce au poivre). Les ragoûts et soupes ghanéens sont sophistiqués, avec une utilisation d'ingrédients exotiques et une grande variété de saveurs, d'épices et de textures.
L'huile de palme, l'huile de coco, le beurre de karité, l'huile de palmiste et l'huile d'arachide sont des huiles ghanéennes importantes utilisées pour la cuisson ou la friture, et elles ne peuvent parfois pas être remplacées dans certains plats ghanéens. Par exemple, l'huile de palme est utilisée dans le ragoût d'okra, l'eto, le fante fante, le ragoût de gabéens, le ragoût d'egusi et le mpihu/mpotompoto (similaire au poi). L'huile de coco, l'huile de palmiste et le beurre de karité ont perdu leur popularité en cuisine au Ghana en raison de l'introduction des huiles raffinées et des publicités négatives des médias ghanéens ciblant ces huiles. Elles sont désormais principalement utilisées dans quelques foyers traditionnels, pour la fabrication de savon et par les vendeurs de rue comme substitut moins cher aux huiles de cuisson raffinées[réf. nécessaire].
Les soupes ghanéennes les plus courantes sont la soupe aux arachides, la soupe légère (à la tomate), la soupe au kontomire (feuilles de taro), la soupe aux noix de palme, la soupe ayoyo et la soupe au gombo.
Le ragoût de tomates ghanéen, ou sauce, est un ragoût souvent servi avec du riz ou du waakye. D'autres ragoûts de légumes sont préparés avec du kontomire, des œufs de jardin, de l'egusi (graines de courge), des épinards, du gombo, etc[réf. nécessaire].

Chez les Éwés, certaines soupes sont préparées avec du gboma (Solanum macrocarpa) et aussi du yevugboma (gboma européen). Ces soupes sont consommées avec différentes variétés d'akple, d'abolo (pâte de maïs cuite à la vapeur) ou de yakayake (pâte de manioc cuite à la vapeur)[réf. nécessaire].

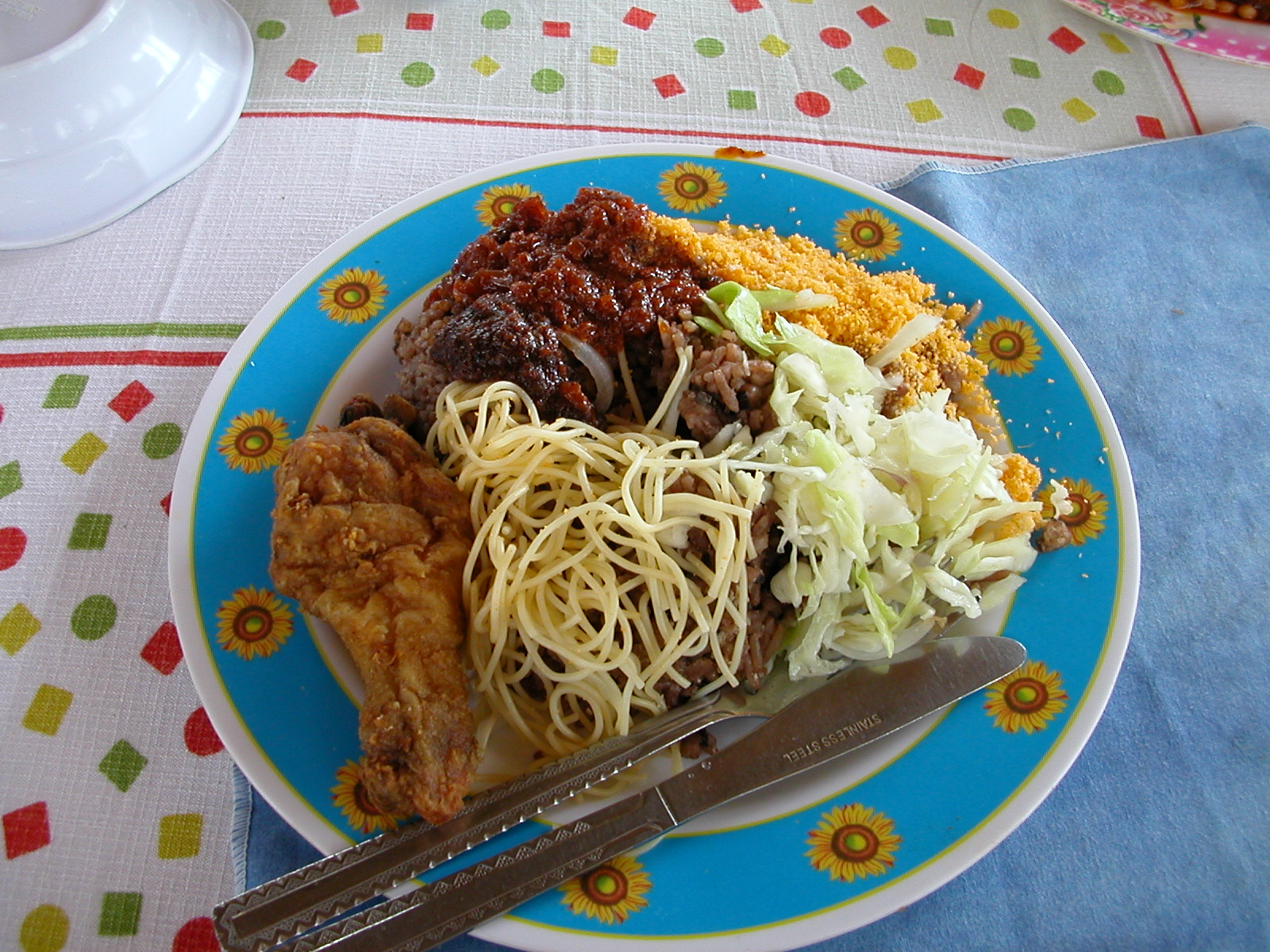
Waakye (ou wache), plat épicé du Ghana
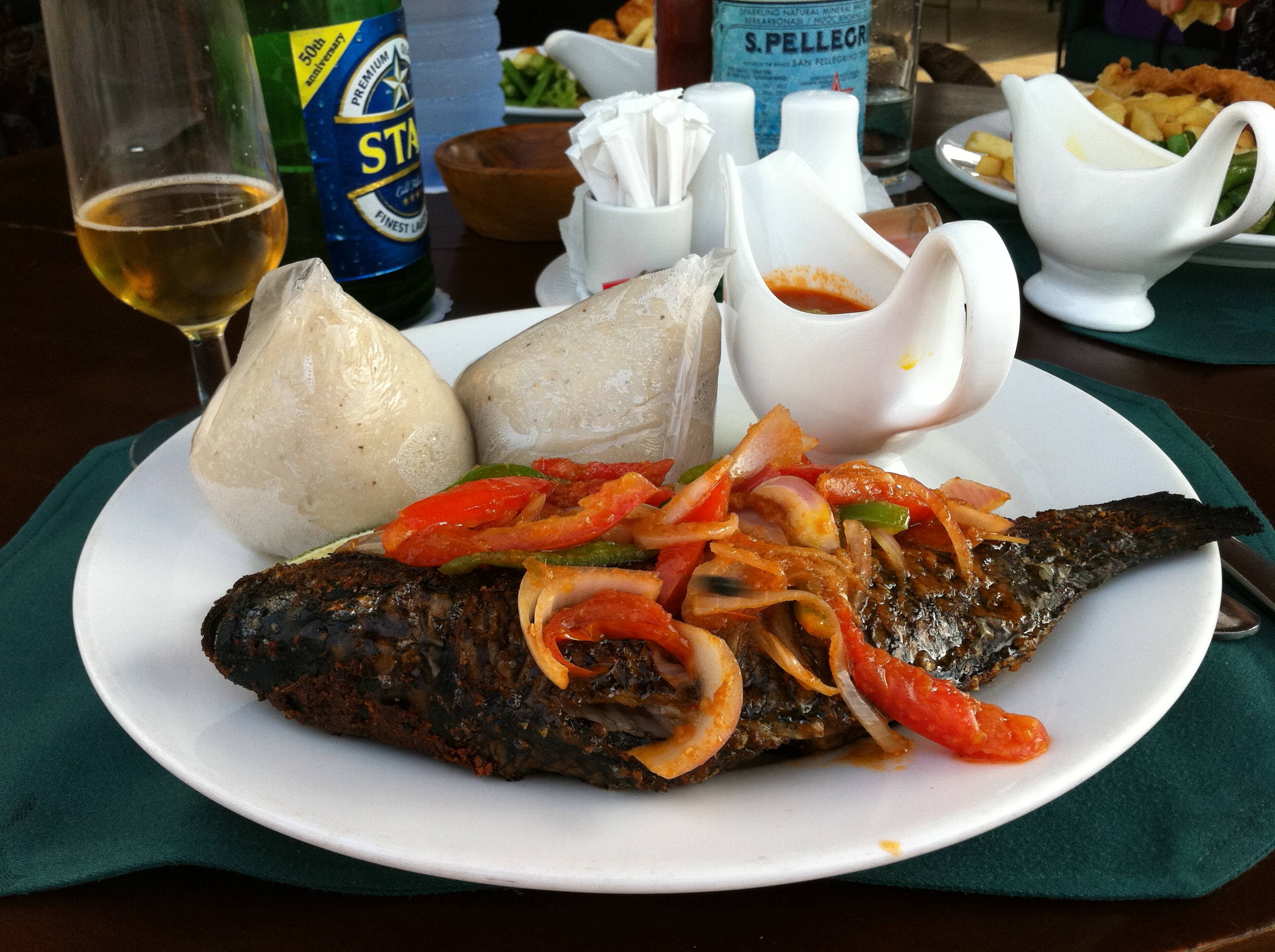
Tilapia et banku cuit à la ghanéenne
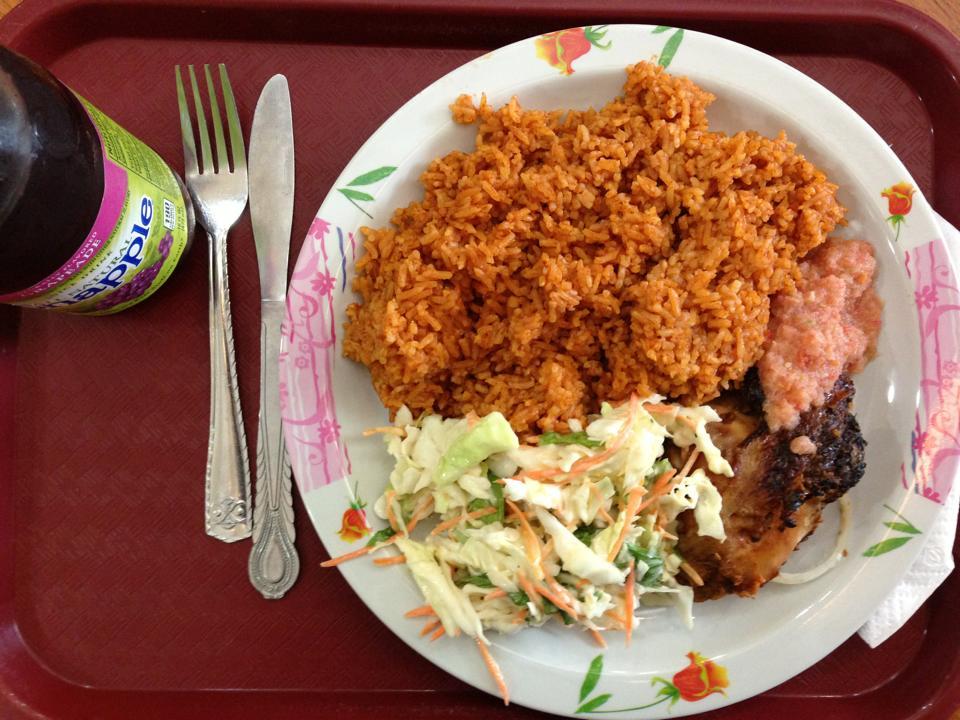
Riz wolof cuit à la ghanéenne accompagné de coleslaw et de poulet cuit au barbecue

## Boissons

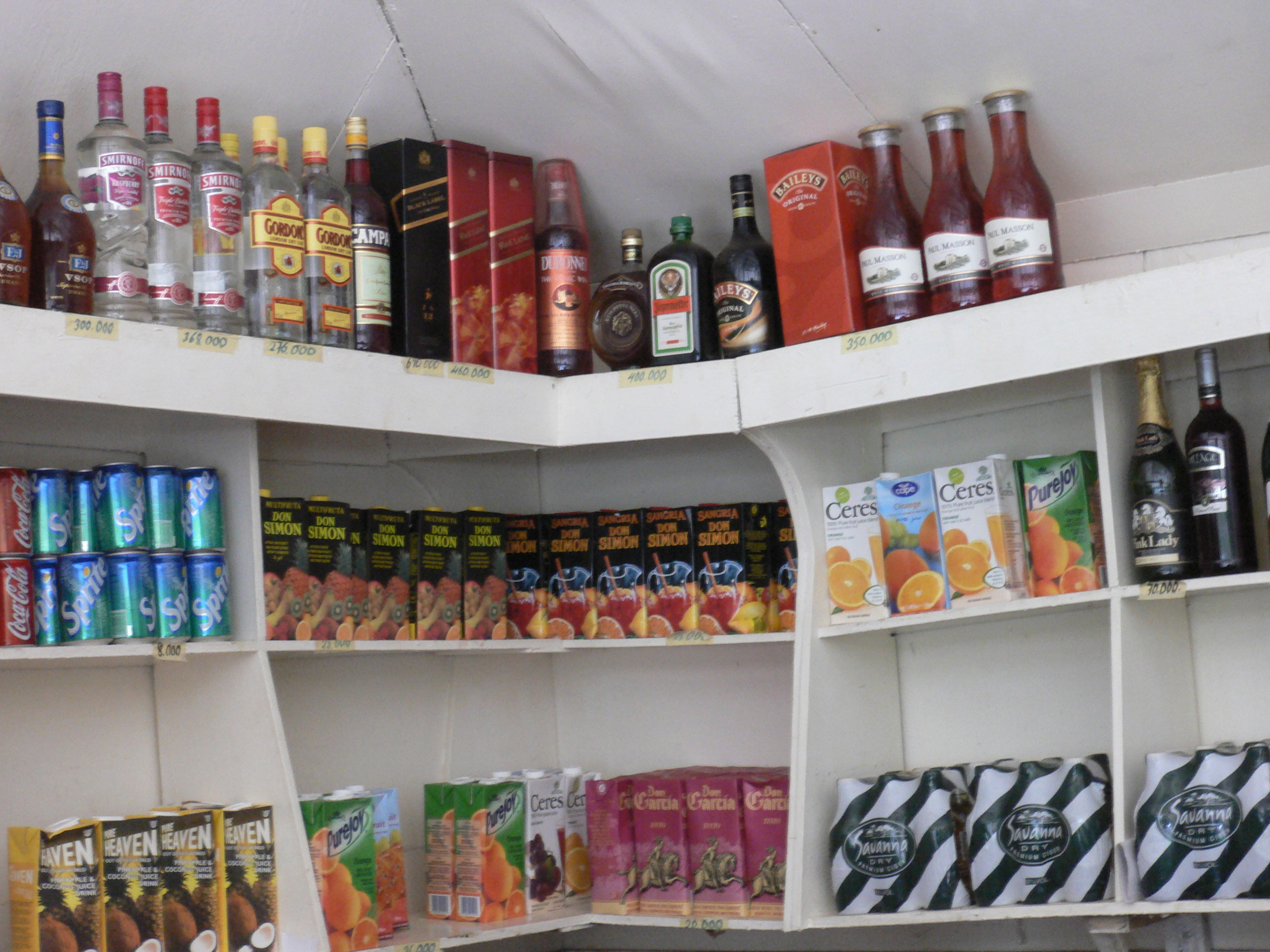
Boissons ghanéennes dans une supérette au Ghana

Dans le sud du Ghana, les boissons ghanéennes comme l'asaana (à base de maïs fermenté) sont courantes. Le long du lac Volta et dans le sud du Ghana, on trouve du vin de palme extrait du palmier, mais sa fermentation est rapide et il est ensuite utilisé pour distiller l'akpeteshie (un gin local). L'akpeteshie peut également être distillé à partir de mélasse. On peut également préparer une boisson à partir de kenkey et la conserver au réfrigérateur pour obtenir ce que l'on appelle au Ghana le kenkey glacé. Dans le nord du Ghana, le bisaap (oseille), le toose et le lamujee (une boisson sucrée épicée) sont des boissons non alcoolisées courantes, tandis que le pitoo (une bière locale à base de millet fermenté) est une boisson alcoolisée[réf. nécessaire].
Dans les zones urbaines du Ghana, les boissons peuvent inclure des jus de fruits, des boissons au cacao, de l'eau de coco fraîche, des yaourts, des glaces, des boissons gazeuses, des boissons maltées et du lait de soja. De plus, les distilleries ghanéennes produisent des boissons alcoolisées à base de cacao, de malt, de canne à sucre, d'herbes médicinales locales et d'écorces d'arbres. Elles proposent notamment des bitters, des liqueurs, des gins secs, de la bière et des apéritifs.